# Вепш
Вепш (пол. Wieprz, в переводе — «боров», устар. Вепрж или Вепрь) — река в Польше, правый приток Вислы.
Длина — 328 километров, это девятая по протяжённости река Польши. Площадь водосборного бассейна — 10 700 км². Весной на реке случается половодье, а летом — межень.
Начинается на восточных склонах возвышенности Расточье, вблизи от города Томашув-Любельский; в верхнем течении течёт по Люблинской возвышенности, затем протекает по заболоченной низменности, а впадает в Вислу возле Демблина. Вепш соединён с рекой Кшна 140-километровым каналом Вепш — Кшна, построенным в 1954—1961 годах.
Протекает по территории Розточаньского национального парка и Надвепшанского регионального ландшафтного парка. В долине Вепша разнообразная фауна, в том числе имеется популяция выдр и бобров.
В середине XIX века на реке, близ крепости Ивангорода, построил деревянный мост польский инженер Ф. Панцер. Мост интересен по значительным размерам арки и по хорошо обдуманным деталям. В то время обыкновенные пролёты деревянных арок редко превышали 25 сажен, а вепржский мост состоит из одной арки пролётом в 36½ сажен. Местные обстоятельства, препятствовавшие значительному возвышению мостовой настилки, вынудили строителя избрать систему висячего моста, при которой было весьма затруднительно придать надлежащую устойчивость деревянным формам, но Панцер успешно преодолел эти трудности. Орден Святого Владимира степени стал наградой талантливому строителю за этот проект.
В ходе Советской-польской войны во время Варшавской битвы ряд подразделений 4-й польской армии располагался на берегу Вепша. В ходе германского вторжения в 1939 году берега реки стали местом для сражений Томашув-Любельской битвы.

## Города на Вепше
- Краснобруд
- Звежинец
- Щебжешин
- Красныстав
- Ленчна
- Любартув
- Демблин